# Borstgräs (växter)
Borstgräs (Pennisetum) är ett släkte av gräs. Borstgräs ingår i familjen gräs.

## Bildgalleri

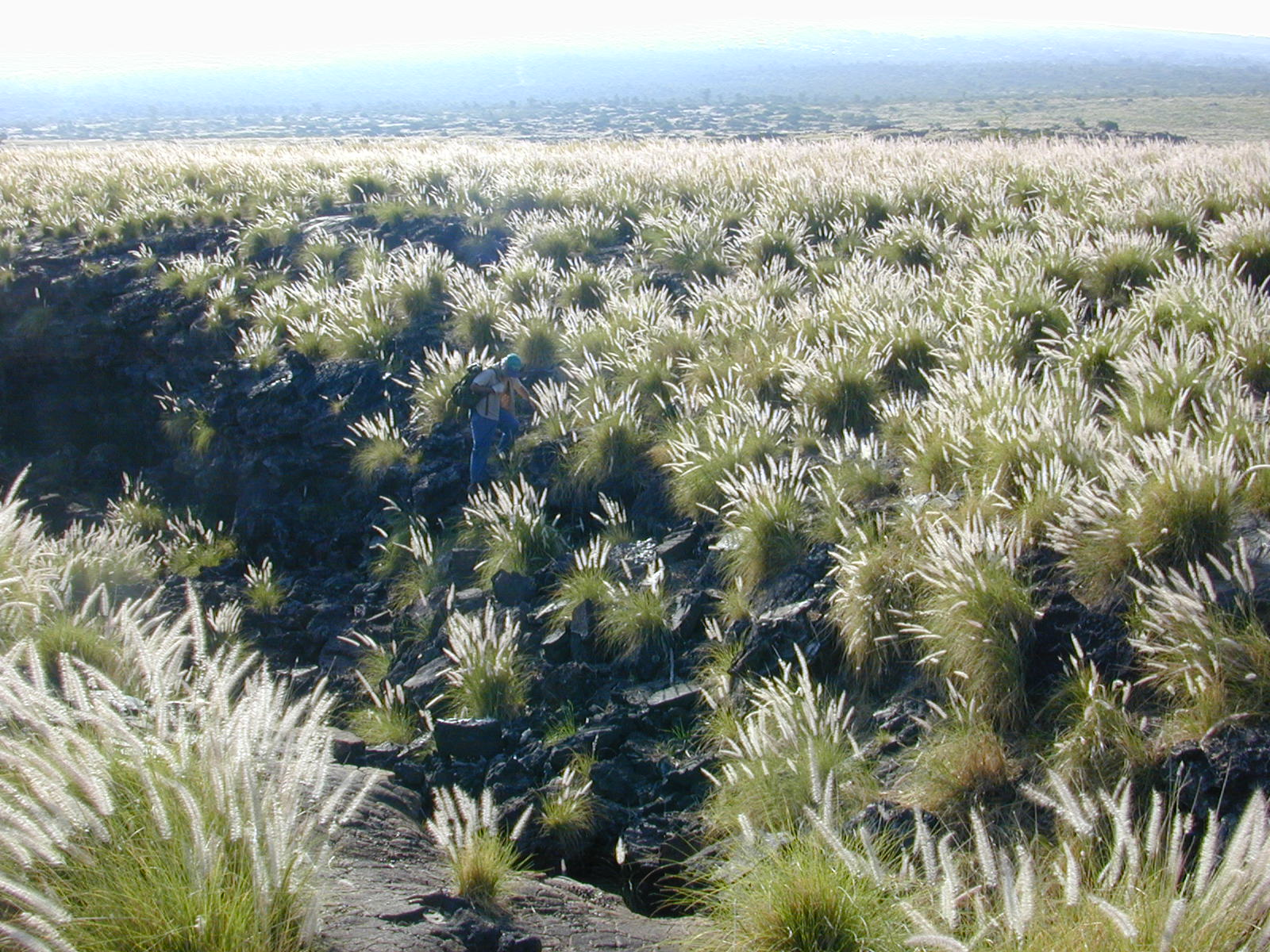
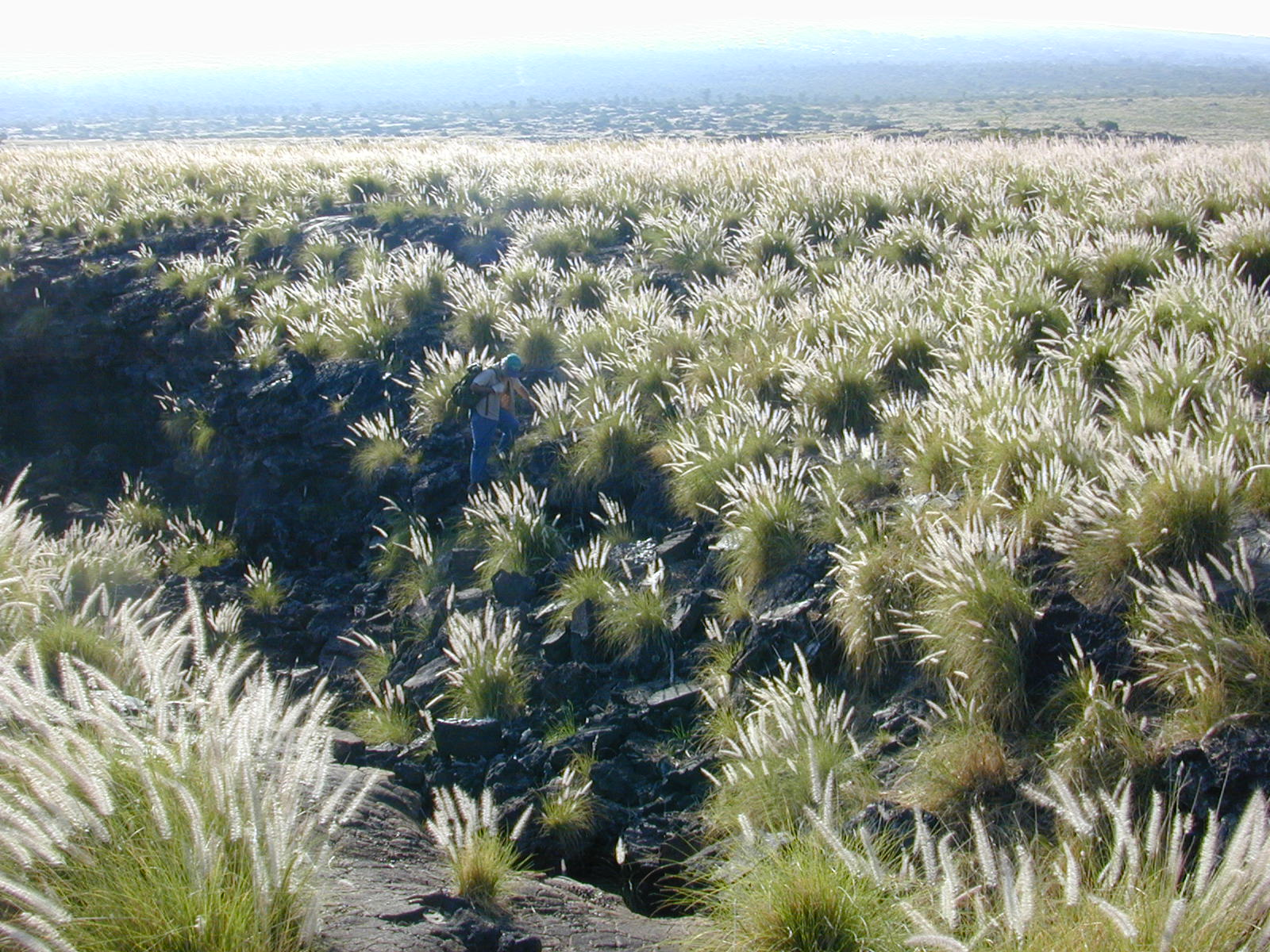
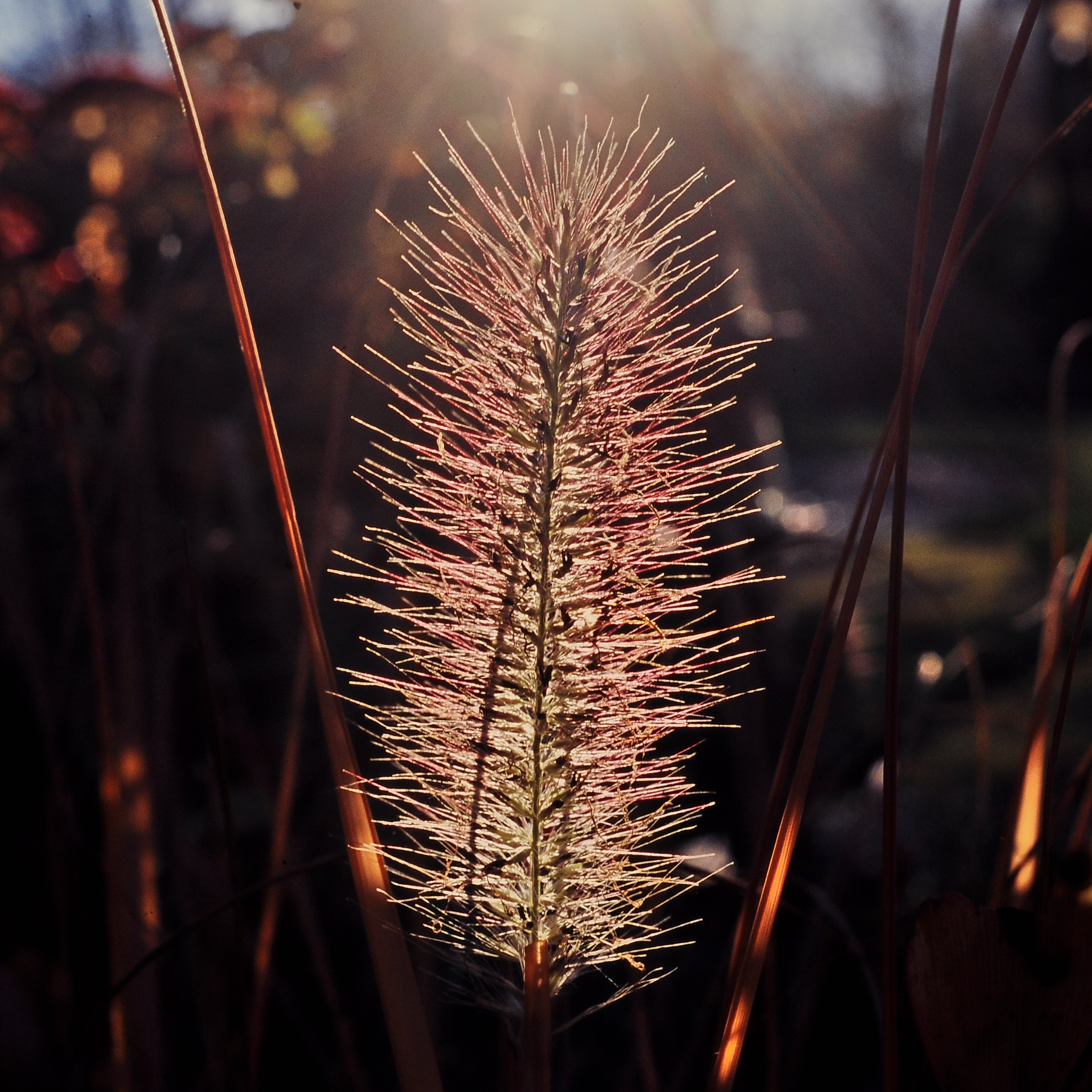
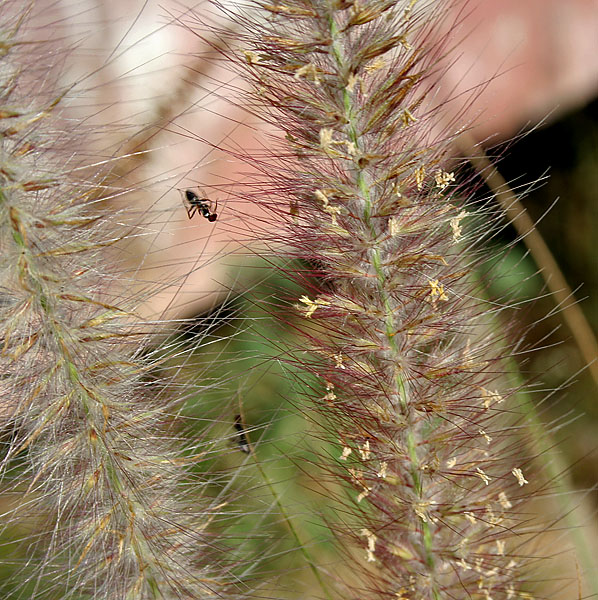
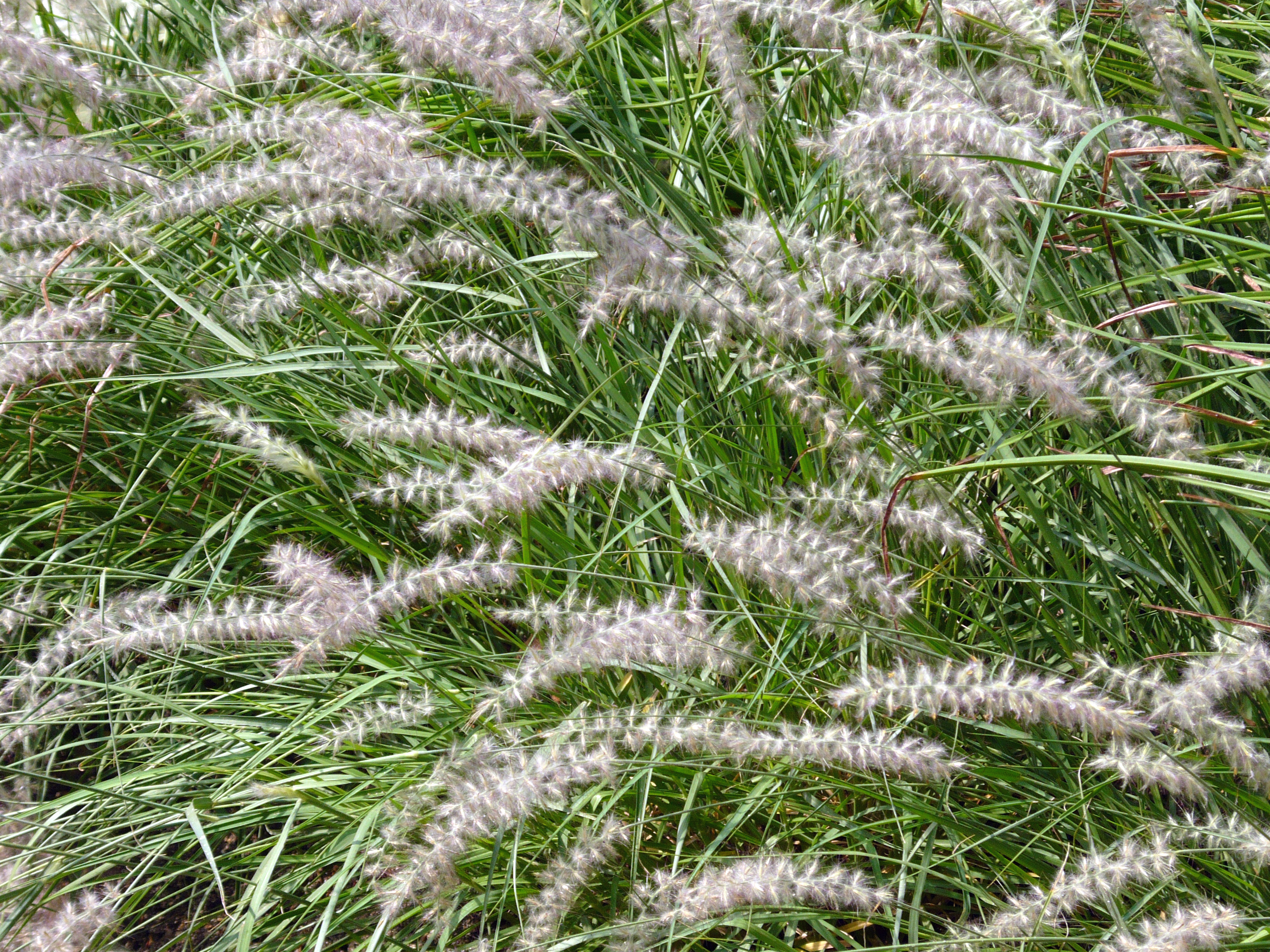
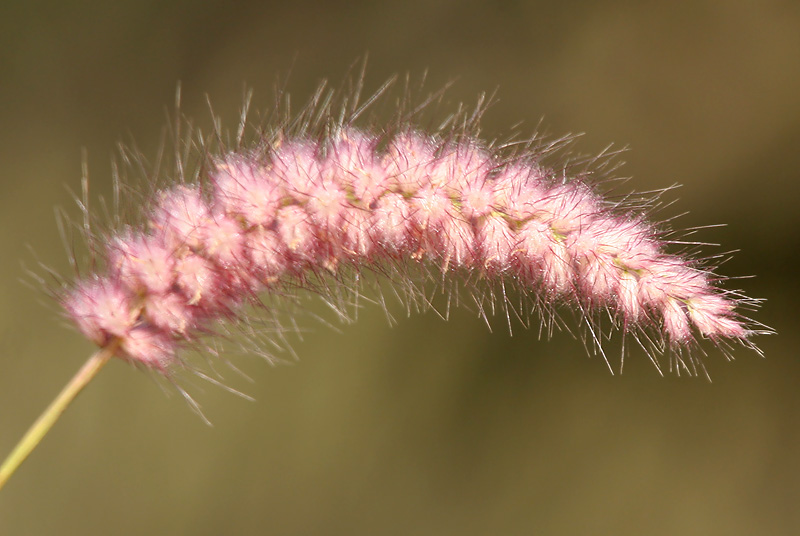

## Dottertaxa till Borstgräs, i alfabetisk ordning[1]
- Pennisetum advena
- Pennisetum alopecuroides
- Pennisetum annuum
- Pennisetum articulare
- Pennisetum bambusiforme
- Pennisetum baojiense
- Pennisetum basedowii
- Pennisetum beckeroides
- Pennisetum caffrum
- Pennisetum centrasiaticum
- Pennisetum chilense
- Pennisetum clandestinum
- Pennisetum complanatum
- Pennisetum crinitum
- Pennisetum divisum
- Pennisetum domingense
- Pennisetum durum
- Pennisetum flaccidum
- Pennisetum foermeranum
- Pennisetum frutescens
- Pennisetum glaucifolium
- Pennisetum glaucum
- Pennisetum gracilescens
- Pennisetum henryanum
- Pennisetum hohenackeri
- Pennisetum hordeoides
- Pennisetum humile
- Pennisetum intectum
- Pennisetum lanatum
- Pennisetum latifolium
- Pennisetum laxius
- Pennisetum ledermannii
- Pennisetum longissimum
- Pennisetum longistylum
- Pennisetum macrostachyum
- Pennisetum macrourum
- Pennisetum massaicum
- Pennisetum mezianum
- Pennisetum mildbraedii
- Pennisetum monostigma
- Pennisetum montanum
- Pennisetum nervosum
- Pennisetum nodiflorum
- Pennisetum nubicum
- Pennisetum occidentale
- Pennisetum orientale
- Pennisetum pauperum
- Pennisetum pedicellatum
- Pennisetum peruvianum
- Pennisetum petiolare
- Pennisetum pirottae
- Pennisetum polystachion
- Pennisetum procerum
- Pennisetum prolificum
- Pennisetum pseudotriticoides
- Pennisetum pumilum
- Pennisetum purpureum
- Pennisetum qianningense
- Pennisetum ramosum
- Pennisetum rigidum
- Pennisetum riparium
- Pennisetum rupestre
- Pennisetum sagittatum
- Pennisetum schweinfurthii
- Pennisetum setaceum
- Pennisetum shaanxiense
- Pennisetum sichuanense
- Pennisetum sieberianum
- Pennisetum sphacelatum
- Pennisetum squamulatum
- Pennisetum stramineum
- Pennisetum tempisquense
- Pennisetum thulinii
- Pennisetum thunbergii
- Pennisetum trachyphyllum
- Pennisetum trisetum
- Pennisetum tristachyum
- Pennisetum uliginosum
- Pennisetum unisetum
- Pennisetum weberbaueri
- Pennisetum villosum
- Pennisetum violaceum
- Pennisetum yemense